# República da Macedônia nos Jogos Olímpicos de Inverno de 2018
A República da Macedônia participou dos Jogos Olímpicos de Inverno de 2018, realizados na cidade de Pyeongchang, na Coreia do Sul. 
Foi a sexta aparição do país em Olimpíadas de Inverno desde que estreou nos Jogos de 1998, em Nagano. Esteve representado por três atletas: Stavre Jada e Viktorija Todorovska, no esqui cross-country, e Antonio Ristevski, no esqui alpino.

## Desempenho

### Esqui alpino
Masculino
| Atleta            | Evento         | Descida 1 | Descida 2 | Total | Pos. |
| ----------------- | -------------- | --------- | --------- | ----- | ---- |
| Antonio Ristevski | Slalom         | DNF       | DNF       | DNF   | DNF  |
| Antonio Ristevski | Slalom gigante | DNF       | DNF       | DNF   | DNF  |

### Esqui cross-country
Feminino
| Atleta               | Evento      | Final   | Final |
| Atleta               | Evento      | Tempo   | Pos.  |
| -------------------- | ----------- | ------- | ----- |
| Viktorija Todorovska | 10 km livre | 32:57.6 | 85º   |

Masculino
| Atleta      | Evento                | Qualificatória | Qualificatória | Quartas     | Quartas     | Semifinal   | Semifinal   | Final       | Final       |
| Atleta      | Evento                | Tempo          | Pos.           | Tempo       | Pos.        | Tempo       | Pos.        | Tempo       | Pos.        |
| ----------- | --------------------- | -------------- | -------------- | ----------- | ----------- | ----------- | ----------- | ----------- | ----------- |
| Stavre Jada | 15 km livre           |                |                |             |             |             |             | 42:14.2     | 99º         |
| Stavre Jada | Velocidade individual | 4:23.85        | 79º            | Não avançou | Não avançou | Não avançou | Não avançou | Não avançou | Não avançou |

Legenda
| Recorde mundial      | Recorde mundial (World record)               |                       | Recorde africano                      | Recorde africano (African) |                                           | Q | Classificado por posição (Qualified) |
| Recorde olímpico     | Recorde olímpico (Olympic record)            | Recorde da América    | Recorde da América (Americas)         | q                          | Classificado por melhor tempo (Qualified) |   |                                      |
| Melhor marca do ano  | Melhor marca do ano (World leading)          | Recorde asiático      | Recorde asiático (Asian)              | DNS                        | Não largou (Did not start)                |   |                                      |
| Recorde nacional     | Recorde nacional (National record)           | Recorde europeu       | Recorde europeu (European)            | DNF                        | Não terminou (Did not finish)             |   |                                      |
| Recorde pessoal      | Recorde pessoal do atleta (Personal best)    | Recorde da Oceania    | Recorde da Oceania (Oceania)          | DSQ / DQ                   | Desclassificado (Disqualified)            |   |                                      |
| Recorde da temporada | Recorde da temporada do atleta (Season best) | Recorde sul-americano | Recorde sul-americano (South America) | NM                         | Sem marca (No mark)                       |   |                                      |